# Zakrzewo (gemeente in powiat Złotowski)
De gemeente Zakrzewo is een landgemeente in het Poolse woiwodschap Groot-Polen, in powiat Złotowski.
De zetel van de gemeente is in Zakrzewo.
Op 30 juni 2004 telde de gemeente 4788 inwoners.

## Oppervlakte gegevens
In 2002 bedroeg de totale oppervlakte van gemeente Zakrzewo 162,52 km², waarvan:
- agrarisch gebied: 46%
- bossen: 46%

De gemeente beslaat 9,78% van de totale oppervlakte van de powiat.

## Demografie
Stand op 30 juni 2004:
| Omschrijving                   | Totaal | Totaal | Vrouwen | Vrouwen | Mannen | Mannen |
| ------------------------------ | ------ | ------ | ------- | ------- | ------ | ------ |
| eenheid                        | aantal | %      | aantal  | %       | aantal | %      |
| inwoners                       | 4788   | 100    | 2366    | 49,4    | 2422   | 50,6   |
| bevolkingsdichtheid (inw./km²) | 29,5   | 29,5   | 14,6    | 14,6    | 14,9   | 14,9   |

In 2002 bedroeg het gemiddelde inkomen per inwoner 1465,29 zł.

## Administratieve plaatsen (sołectwo)
Czernice, Drożyska Małe, Drożyska Średnie, Drożyska Wielkie, Głomsk, Kujan, Ługi, Nowa Wiśniewka, Osowiec, Prochy, Stara Wiśniewka, Śmiardowo Złotowskie, Wersk, Zakrzewo.

## Overige plaatsen
Dzierząźno, Karolewo, Kujanki, Łączyn, Nowy Głomsk, Poborcze, Wierzchołek.

## Aangrenzende gemeenten
Lipka, Więcbork, Złotów